# Nicholas Angell
Nicholas Angell (* 31. Oktober 1979 in Duluth, Minnesota) ist ein ehemaliger US-amerikanischer Eishockeyspieler. Zuletzt spielte er für die schwedischen Vereine Karlskrona HK und VIK Västerås HK in der HockeyAllsvenskan.

## Karriere
Nicholas Angell begann seine Karriere an der University of Minnesota in der National Collegiate Athletic Association. Dort verbrachte der Verteidiger vier Spielzeiten und gewann 2002 die College-Meisterschaft, bevor er zu den Milwaukee Admirals in die American Hockey League wechselte. Diese setzten ihn in der Saison 2002/03 aber hauptsächlich bei den Rockford IceHogs in der United Hockey League ein.
Anschließend wechselte Angell 2003 nach Schweden zu IFK Arboga IK in die zweitklassige HockeyAllsvenskan. Nach einem Gastspiel in Norwegen in der Saison 2004/05 bei den Frisk Tigers kehrte der US-Amerikaner zur Spielzeit 2005/06 nach Schweden zurück. Über Bofors IK aus der Allsvenskan kam der Verteidiger im Sommer 2006 zum Elitserien-Klub Brynäs IF, für den er zwei Jahre spielte. Zudem bestritt der Abwehrspieler in dieser Zeit 13 Partien für Tappara Tampere aus der finnischen SM-liiga. Zum Spieljahr 2008/09 wechselte der US-Amerikaner innerhalb der Elitserien zum damaligen Meister HV71 Jönköping. Für den schwedischen Spitzenklub lief der Rechtsschütze auch in drei Partien der Champions Hockey League auf. Zur Saison 2009/10 verpflichteten ihn die Frankfurt Lions aus der Deutschen Eishockey Liga für ein Jahr. Nach Ablauf des Vertrags unterschrieb Angell einen Kontrakt bei Metallurg Nowokusnezk, für die er bis Januar 2011 spielte. Im Anschluss wurde er vom HK Awangard Omsk verpflichtet. Im Mai 2011 unterschrieb Angell einen Kontrakt bei den Eisbären Berlin mit Gültigkeit für die Saison 2011/12.
Zwischen 2013 und 2015 spielte er für die schwedischen Vereine Karlskrona HK und VIK Västerås HK in der HockeyAllsvenskan, ehe er seine Karriere beendete.

## Erfolge und Auszeichnungen
- 2002 NCAA-Division-I-Championship mit der University of Minnesota
- 2012 Deutscher Meister mit den Eisbären Berlin

## Karrierestatistik
(Legende zur Spielerstatistik: Sp oder GP = absolvierte Spiele; T oder G = erzielte Tore; V oder A = erzielte Assists; Pkt oder Pts = erzielte Scorerpunkte; SM oder PIM = erhaltene Strafminuten; +/− = Plus/Minus-Bilanz; PP = erzielte Überzahltore; SH = erzielte Unterzahltore; GW = erzielte Siegtore; 1 Play-downs/Relegation; Kursiv: Statistik nicht vollständig)
1 Playdowns zur HockeyAllsvenskan